# Assedio di Minamata
L'assedio del castello di Minamata fu un breve assalto al castello di Minamata che si arrese in fretta. Il castello di Minamata era il punto di ingresso per le terre Ōtomo nella provincia di Higo ed era custodito da Sagara Yoshiaki con 700 soldati. 115 000 uomini del clan Shimazu posero sotto assedio il castello. Il 16 settembre furono aperti i negoziati ma i Sagara rifiutarono di consentire agli Shimazu il transito per le proprie terre. Il castello fu preso d'assalto durante la notte e conquistato.